# Шаев, Алексей Николаевич
Алексей Николаевич Шаев (род. 1986) — российский культурист, мастер спорта международного класса

## Биография
Родился в г.Рязань в 1986 году.
В 2005 году впервые выступил на соревнованиях и сразу стал бронзовым призёром г. Рязани по бодибилдингу.
В 2006 году начал тренерскую деятельность. Работал в таких клубах, как «Бьюти-боди», «Бумеранг», «Антрэ», «Ракета». Люди могут меняться благодаря тренировкам: парни обретают богатырскую силу и мускулистое телосложение, девушки обретают рельеф и становятся сексуальнее.
ЖЕЛЕЗНЫЙ МИР: В 2012 году удалось завоевать бронзовую медаль «Арнольд Классик», ежегодно продолжал участвовать в этом престижном турнире.

## Спортивные достижения в культуризме
2011 Абсолютный чемпион чемпионата России по классическому бодибилдингу среди мужчин
2012 Арнольд Классик (США) 2-е место мужской классический бодибилдинг
2013 EBFF Чемпионат Европы по бодибилдингу 4-е место мужской классический бодибилдинг
2013 Чемпионат России 2-е место мужской классический бодибилдинг
2014 Арнольд Классик (США) 4 место мужской классический бодибилдинг
2015 года Чемпион Арнольд Классик (США) мужской классический бодибилдинг
2015-2018 президент Федерации бодибилдинга Рязани
2015-2018 судья IFBB